# Nansenova putovnica
Nansenova putovnica je putovnica za izbjeglice, koja se, na temelju međunarodnog sporazuma zaključenog 5. srpnja 1922. na poticaj Fritjorda Nansena, visokoga povjerenika Lige naroda, izdavala određenim kategorijama izbjeglica kao dokument koji je trebao posvjedočiti Osobni identitet i time potvrditi njezin izbjeglički status. Time ih je Nansenova putovnica štitila od samovoljnih postupaka vlasti zemlje u kojoj su boravili. Na osnovi Nansenove putovnice druge su države, po svojoj odluci, davale ulazne i tranzitne vize, pa su osobe koje su ju posjedovale imale slobodu kretanja i mogućnost povratka u zemlju koja je izdala putovnicu. Nansenova putovnica nije bila međunarodna isprava, nego nacionalna isprava koju su na temelju međunarodnog sporazuma izdavale vlasti države na čijem su se području izbjeglice nalazili. Najprije se izdavala izbjeglicama iz Rusije, nakon Listopadske revolucije 1917., a postupno se krug osoba kojima se mogla izdati proširio na Armence, Asirce, Turke, izbjeglice iz Saarskoga područja te iz nacističke Njemačke. 